# Rama Navami

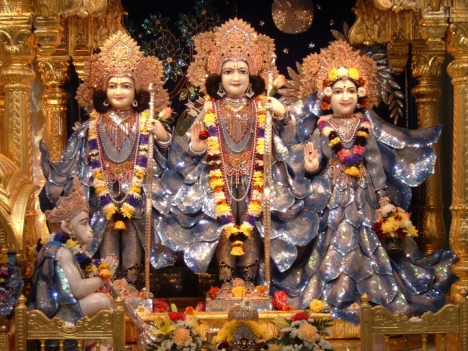
Rama (en el centro), con su mujer Sita, su hermano Lakshman y el devoto Hanuman.

El Rama Navami es una celebración de la religión hindú, en el mes de marzo o abril que celebra el nacimiento del Dios Rama, la figura divina del hinduismo con procesiones de la deidad por las calles de cada localidad. El Rama Navami además indica el fin de los nueve días del Chaitra Navaratri en Maharashtra o del Vasanthothsavam -festival de primavera- en Andhra Pradesh, y da inicio el Gudi Padwa en Maharashtra o el Ugadi en el sur de la India.

## Celebración

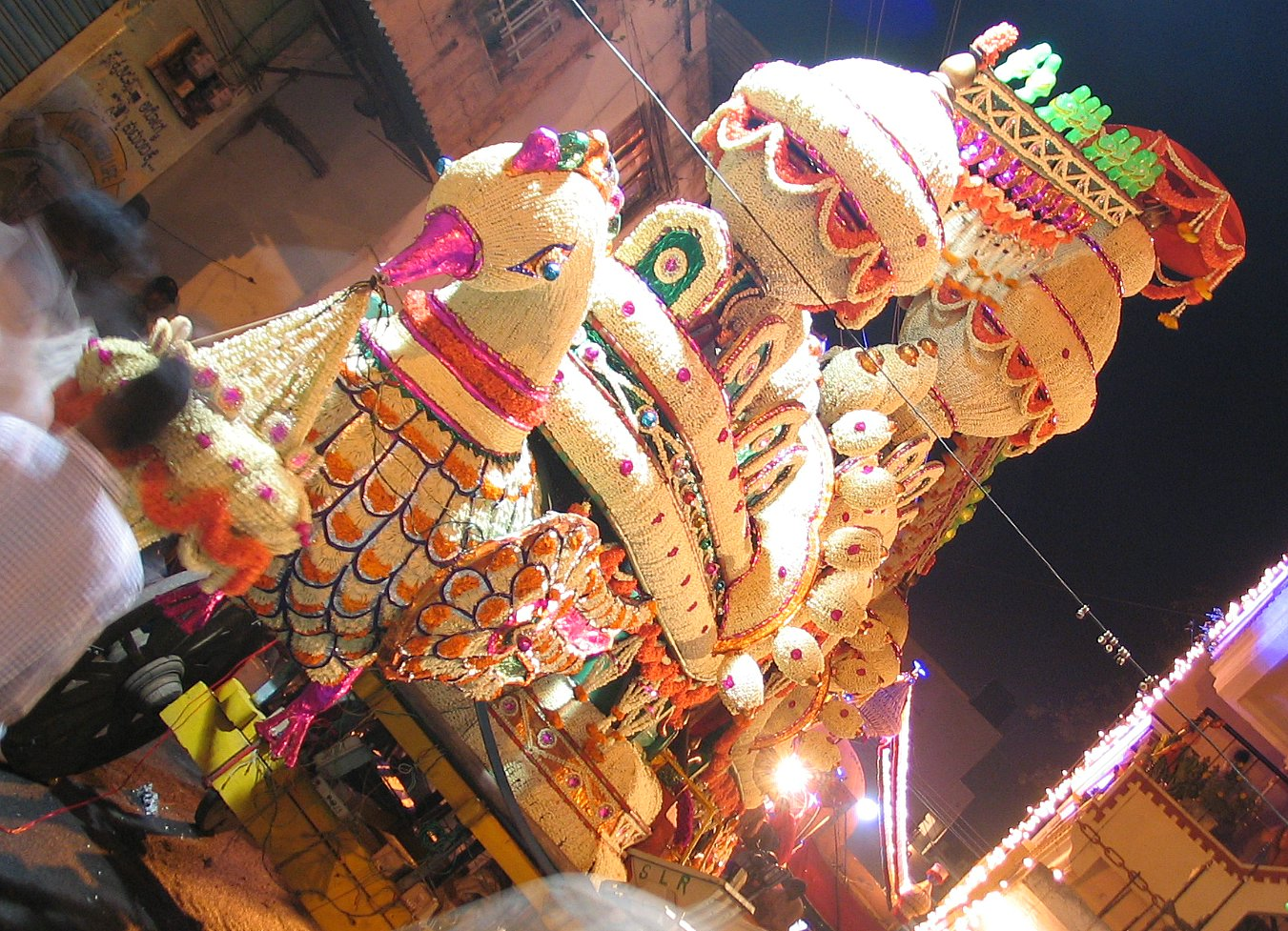
Vehículo en forma de cisne elaborado para la diosa Maheshwaramma en el festival hindú de Rama Navami de 2006.

Los momentos más significativos de la fiesta incluyen:
- Kalyanam: el ritual de casamiento de Rama y su mujer Sita que se hace en el templo.
- Panakam: Las bebidas dulces preparadas para ese día hechas con jaggery -especie de miel- y pimienta.
- La procesión que se realiza al ocaso con música.

Los hindúes practican el ayuno para la celebración o, en algunos casos, realizan un régimen específico. Los centros religiosos se ornamentan para las fiestas y se relatan escritos del Ramayana. Además, en estas celebraciones se adora también a Sita -la mujer de Rama-, a Lakshman -hermano de Rama- y a Hanuman -gran devoto de Rama y el líder en las batallas-.
El denominado Sri-Rama Navami es el día dedicado exclusivamente a la memoria del dios Rama que se realiza el noveno día del Rama Navami. En esta celebración se conmemora el nacimiento de Rama, el cual es rememorado por la prosperidad y riqueza en su reino.
El reino de Rama ha llegado ser considerado como periodo de paz y prosperidad. De hecho, Mahatma Gandhi solía usar este término para describir como debía ser la India después de la independencia.
El Rama Navami se celebra en el mes de marzo o abril y dura dos días. La festividad se inicia con las oraciones al salir el Sol. Al mediodía, cuando se supone que Rama ya ha nacido, se realiza una oración especial. Especialmente en el norte de la India hay una participación popular en la llamada procesión de Rama Navami.